# Islandia na Letnich Igrzyskach Olimpijskich 1984
Islandię na Letnich Igrzyskach Olimpijskich 1984 reprezentowało 30 zawodników: 27 mężczyzn i 3 kobiety. Był to 12. start reprezentacji Islandii na letnich igrzyskach olimpijskich.

## Zdobyte medale
| Medal | Zawodnik           | Dyscyplina | Konkurencja    |
| ----- | ------------------ | ---------- | -------------- |
| Brąz  | Bjarni Friðriksson | Judo       | waga półciężka |

## Skład reprezentacji

### Judo

#### Mężczyźni
| Zawodnik             | Konkurencja    | 1/16 finału      | 1/8 finału                                   | Ćwierćfinały                     | Półfinały                         | Repasaże o brązowy medal | Repasaże o brązowy medal | Repasaże o brązowy medal             | Finał            | Pozycja  | Źródło |
| Zawodnik             | Konkurencja    | 1/16 finału      | 1/8 finału                                   | Ćwierćfinały                     | Półfinały                         | Runda 1.                 | Runda 2.                 | O brąz                               | Finał            | Pozycja  | Źródło |
| Zawodnik             | Konkurencja    | Przeciwnik Wynik | Przeciwnik Wynik                             | Przeciwnik Wynik                 | Przeciwnik Wynik                  | Przeciwnik Wynik         | Przeciwnik Wynik         | Przeciwnik Wynik                     | Przeciwnik Wynik | Pozycja  | Źródło |
| -------------------- | -------------- | ---------------- | -------------------------------------------- | -------------------------------- | --------------------------------- | ------------------------ | ------------------------ | ------------------------------------ | ---------------- | -------- | ------ |
| Halldór Guðbjörnsson | Waga półciężka | BYE              | Carsten Jensen Wygrana przez ippon (3:06)    | Leo White Wygrana przez waza-ari | Douglas Vieira Porażka przez yuko | BYE                      | BYE                      | Juri Fazi Wygrana przez ippon (4:45) | NQ               | brąz     | [ 1 ]  |
| Bjarni Friðriksson   | Kategoria Open | Nie dotyczy      | Laurent Del Colombo Porażka przez sogo-gachi | NQ                               | NQ                                | NQ                       | NQ                       | NQ                                   | NQ               | 11.- 15. | [ 2 ]  |

### Lekkoatletyka

#### Konkurencje biegowe

##### Mężczyźni
| Zawodnik         | Konkurencja   | Eliminacje | Eliminacje | Ćwierćfinały | Ćwierćfinały | Półfinały | Półfinały | Finał | Finał   | Źródło |
| Zawodnik         | Konkurencja   | Czas       | Pozycja    | Czas         | Pozycja      | Czas      | Pozycja   | Czas  | Pozycja | Źródło |
| ---------------- | ------------- | ---------- | ---------- | ------------ | ------------ | --------- | --------- | ----- | ------- | ------ |
| Oddur Sigurðsson | Bieg na 400 m | 46.30      | 2. Q       | 46.07        | 7            | NQ        | NQ        | NQ    | NQ      | [ 3 ]  |

#### Konkurencje techniczne

##### Mężczyźni
| Zawodnik              | Konkurencja    | Eliminacje | Eliminacje | Finał   | Finał   | Źródło      |
| Zawodnik              | Konkurencja    | Wynik      | Pozycja    | Wynik   | Pozycja | Źródło      |
| --------------------- | -------------- | ---------- | ---------- | ------- | ------- | ----------- |
| Kristján Harðarson    | Skok w dal     | 7,09 m     | 22.        | NQ      | NQ      | [ 4 ]       |
| Vésteinn Hafsteinsson | Rzut dyskiem   | DQ         | DQ         | NQ      | NQ      | [ 5 ] [ 6 ] |
| Einar Vilhjálmsson    | Rzut oszczepem | 80,94 m    | 10. Q      | 81,58 m | 6.      | [ 7 ]       |
| Siggi Einarsson       | Rzut oszczepem | 69,82 m    | 26.        | NQ      | NQ      | [ 7 ]       |

##### Kobiety
| Zawodnik         | Konkurencja    | Eliminacje | Eliminacje | Finał | Finał   | Źródło |
| Zawodnik         | Konkurencja    | Wynik      | Pozycja    | Wynik | Pozycja | Źródło |
| ---------------- | -------------- | ---------- | ---------- | ----- | ------- | ------ |
| Disa Gísladóttir | Skok wzwyż     | 1,80 m     | 24.        | NQ    | NQ      | [ 8 ]  |
| Iris Grönfeldt   | Rzut oszczepem | 48,70 m    | 22.        | NQ    | NQ      | [ 9 ]  |

### Piłka ręczna
| Zawodnik         | Faza grupowa       | Faza grupowa     | Faza grupowa     | Faza grupowa     | Faza grupowa       | Faza grupowa                       | Faza grupowa | Mecz o 5. miejsce | Pozycja | Źródło |
| Zawodnik         | Przeciwnik Wynik   | Przeciwnik Wynik | Przeciwnik Wynik | Przeciwnik Wynik | Przeciwnik Wynik   | Punkty Bilans meczów Bilans bramek | Pozycja      | Przeciwnik Wynik  | Pozycja | Źródło |
| ---------------- | ------------------ | ---------------- | ---------------- | ---------------- | ------------------ | ---------------------------------- | ------------ | ----------------- | ------- | ------ |
| drużyna mężczyzn | Jugosławia R 22-22 | Rumunia P 17-26  | Japonia Z 21-17  | Algieria Z 19-15 | Szwajcaria Z 23-16 | 7 pkt 3-1-1 102:96                 | 3.           | Szwecja P 24-26   | 12.     | [ 10 ] |

#### Skład
- Alfreð Gíslason
- Atli Hilmarsson
- Bjarni Guðmundsson
- Brynjar Kvaran
- Einar Þorvarðarson
- Guðmundur Guðmundsson
- Steinar Birgisson
- Jakob Sigurðsson
- Jens Einarsson
- Kristján Arason
- Sigurður Gunnarsson
- Sigurður Sveinsson
- Þorbergur Aðalsteinsson
- Þorbjörn Jensson
- Þorgils Mathiesen

#### Mecze
| Faza              | Data       | Przeciwnik | Wynik         | Bramki dla Islandii |
| ----------------- | ---------- | ---------- | ------------- | --- |
| Faza grupowa      | 31.07.1984 | Jugosławia | 22-22 (8-12)  | S. Gunnarsson – 8 Þ. Jensson – 4 A. Hilmarsson – 3 K. Arason – 2 A. Gíslason – 2 B. Guðmundsson – 1 Þ. Mathiesen – 1 J. Sigurðsson – 1                    |
| Faza grupowa      | 02.08.1984 | Rumunia    | 26-17 (16-11) | S. Gunnarsson – 6 A. Hilmarsson – 5 G. Guðmundsson – 2 Þ. Jensson – 2 A. Gíslason – 2                                                                     |
| Faza grupowa      | 04.08.1984 | Japonia    | 21-17 (9-9)   | K. Arason – 7 J. Sigurðsson – 3 B. Guðmundsson – 2 S. Gunnarsson – 2 A. Hilmarsson – 2 G. Guðmundsson – 2 Þ. Mathiesen – 1 Þ. Jensson – 1 A. Gíslason – 1 |
| Faza grupowa      | 06.08.1984 | Algieria   | 19-15 (7-7)   | S. Gunnarsson – 5 G. Guðmundsson – 4 J. Sigurðsson – 3 A. Hilmarsson – 3 K. Arason – 2 Þ. Mathiesen – 1 A. Gíslason – 1                                   |
| Faza grupowa      | 08.08.1984 | Szwajcaria | 23-16 (9-8)   | S. Gunnarsson – 8 A. Hilmarsson – 5 K. Arason – 4 Þ. Mathiesen – 2 Þ. Aðalsteinsson – 1 J. Sigurðsson – 1 G. Guðmundsson – 1 A. Gíslason – 1              |
| Mecz o 5. miejsce | 10.08.1984 | Szwecja    | 26-24 (14-9)  | Þ. Mathiesen – 5 S. Gunnarsson – 5 K. Arason – 5 A. Gíslason – 5 A. Hilmarsson – 2 J. Sigurðsson – 1 G. Guðmundsson – 1                                   |

### Pływanie

#### Mężczyźni
| Zawodnik         | Konkurencja             | Eliminacje | Eliminacje | Finał B | Finał B | Finał A | Finał A | Źródło        |
| Zawodnik         | Konkurencja             | Czas       | Pozycja    | Czas    | Pozycja | Czas    | Pozycja | Źródło        |
| ---------------- | ----------------------- | ---------- | ---------- | ------- | ------- | ------- | ------- | ------------- |
| Ingi Jónsson     | 100 m stylem dowolnym   | 56.31      | 55.        | NQ      | NQ      | NQ      | NQ      | [ 11 ]        |
| Ingi Jónsson     | 200 m stylem dowolnym   | 2:02.23    | 47.        | NQ      | NQ      | NQ      | NQ      | [ 11 ]        |
| Tryggvi Helgason | 100 m stylem klasycznym | 1:07.71    | 33.        | NQ      | NQ      | NQ      | NQ      | [ 12 ] [ 13 ] |
| Árni Sigurðsson  | 100 m stylem klasycznym | 1:08.52    | 38.        | NQ      | NQ      | NQ      | NQ      | [ 12 ] [ 13 ] |
| Tryggvi Helgason | 200 m stylem klasycznym | 2:32.03    | 37.        | NQ      | NQ      | NQ      | NQ      | [ 12 ] [ 13 ] |
| Árni Sigurðsson  | 200 m stylem klasycznym | DQ         | DQ         | NQ      | NQ      | NQ      | NQ      | [ 12 ] [ 13 ] |
| Ingi Jónsson     | 100 m stylem motylkowym | 1:00.68    | 43.        | NQ      | NQ      | NQ      | NQ      | [ 11 ]        |

#### Kobiety
| Zawodnik            | Konkurencja             | Eliminacje | Eliminacje | Finał B | Finał B | Finał A | Finał A | Źródło |
| Zawodnik            | Konkurencja             | Czas       | Pozycja    | Czas    | Pozycja | Czas    | Pozycja | Źródło |
| ------------------- | ----------------------- | ---------- | ---------- | ------- | ------- | ------- | ------- | ------ |
| Guðrún Ágústsdóttir | 100 m stylem klasycznym | 1:16.70    | 25.        | NQ      | NQ      | NQ      | NQ      | [ 14 ] |
| Guðrún Ágústsdóttir | 200 m stylem klasycznym | 2:44.85    | 20.        | NQ      | NQ      | NQ      | NQ      | [ 14 ] |

### Żeglarstwo
| Zawodnik                          | Konkurencja |         | Wyścig | Wyścig | Wyścig | Wyścig | Wyścig | Wyścig | Wyścig | Wynik końcowy | Źródło |
| Zawodnik                          | Konkurencja | 1       | 2      | 3      | 4      | 5      | 6      | 7      |        | Wynik końcowy | Źródło |
| --------------------------------- | ----------- | ------- | ------ | ------ | ------ | ------ | ------ | ------ | ------ | ------------- | ------ |
| Gunnlaugur Jónasson Jón Pétursson | Klasa 470   | Pozycja | 18.    | 12.    | DQ     | 24.    | 16.    | 21.    | 20.    | 23.           | [ 15 ] |
| Gunnlaugur Jónasson Jón Pétursson | Klasa 470   | Punkty  | 24 pkt | 18 pkt | 35 pkt | 30 pkt | 22 pkt | 27 pkt | 26 pkt | 147 pkt       | [ 15 ] |